# Philipp Mittwich
Philipp Mittwich (* 27. Mai 1887 in Wallhausen (bei Bad Kreuznach); † 26. Juli 1969 in Stuttgart) war ein deutscher Gewerkschafter und Politiker (SPD, USPD, KPD).

## Leben und Beruf
Mittwichs Vater war als Krämer tätig. Nach dem Besuch der Volksschule absolvierte er die Lehre zum Schuhmacher und ging als Geselle auf Wanderschaft. 1910 zog er nach Cannstatt, wo er eine Tätigkeit in der Schuhfabrik Mercedes aufnahm. Er nahm als Soldat am Ersten Weltkrieg teil.
Mittwich wurde während des Naziregimes zweimal, im Mai 1933 und noch einmal 1935, verhaftet und in sogenannte „Schutzhaft“ genommen. Nach rund fünfjähriger Arbeitslosigkeit nahm er 1938 eine neue Tätigkeit als Handelsvertreter sowie Lebensmittelhändler auf.

## Politik
1910 trat Mittwich in die SPD ein. Dort übernahm er eine Tätigkeit als Korrespondent für deren Zeitung Schwäbische Tagwacht. 1918 wechselte er in die USPD, zwei Jahre später in die KPD, wo er eine Stelle als Parteisekretär in Stuttgart-Cannstatt aufnahm. Ebenfalls 1920 wurde Mittwich in den Württembergischen Landtag gewählt, dem er eine Wahlperiode bis 1924 angehörte. Nach dem Ausscheiden aus dem Landtag kehrte er zur SPD zurück, der er auch nach dem Krieg angehörte.

## Gewerkschaft
1906 schloss sich Mittwich der gewerkschaftlichen Bewegung in Düsseldorf an. Zwei Jahre später wurde er zum Schriftführer beim Zentralverband der Schuhmacher Deutschlands in Darmstadt berufen. 1918 war er Delegierter auf dem Reichsrätekongress in Berlin. 1920 wurde er zum Bezirksleiter des Zentralen Verbands der Schuhmacher für Württemberg und Baden. Aus politischen Gründen wurde er am 24. Mai 1933 aus diesem Amt entlassen. Die Kündigung sollte zunächst zum 31. Dezember 1933 erfolgen, jedoch wurde er bereits ein halbes Jahr vorher, am 30. Juni, umgehend und fristlos entlassen.
Nach Kriegsende beteiligte sich Mittwich am Wiederaufbau der Gewerkschaften, so wurde er im Mai 1945 zum Mitglied des Hauptvorstands des Gewerkschaftsbundes Württemberg-Baden berufen. Ein Jahr später wurde er Vorsitzender des Industrieverbands Schuh und Leder Württemberg-Baden. Dieser ging 1949 in der Gewerkschaft Leder auf, zu deren erstem Bundesvorsitzenden er auf dem Gründungstag in Kornwestheim gewählt wurde. 1949 beteiligte er sich auch an der Gründung des Deutschen Gewerkschaftsbundes und gehörte dort dem Bundesvorstand an. 1959 schied er aus dem Vorsitz.

## Ehrungen
1959 erhielt Mittwich das Große Bundesverdienstkreuz. Er wurde zum Senator des Deutschen Ledermuseums in Offenbach am Main berufen.